# 만주 혼합림
만주 혼합림(영어: Manchurian mixed forests)은 러시아 극동에서 중국 둥베이 지방을 거쳐 한반도 태백산맥까지 뻗는 온대 활엽수혼합림이다. 상대적으로 외진 오지인지라 다수의 희귀종이 살아가고 있다. 몽골의 낙엽수와 한반도의 소나무가 섞이는 혼합림이며, 삼면이 산맥으로 둘러싸이고 그 아래 평지와 습지가 있는 등, 생태계 천이영역으로서 생물다양성이 매우 높다.